# أوقست ويزلي (صحفي)
أوقست ويزلي (بالفنلندية: August Wesley)‏ هو صحفي ومترجم فنلندي، ولد في 3 أغسطس 1887 في تامبيري في فنلندا، وتوفي في 1942 في سانت بطرسبرغ في روسيا.